# Achille Wolf
Achille Wolf, soms ook Achill Wolf (Wenen, 3 juli 1832 of 1834 - Praag, 4 juli 1891), was een Oostenrijks-Tsjechisch architect en bouwkundige in Bohemen, met name in Praag. Als architect werd hij onder andere gevraagd door de adellijke families Nostic en Martinic.

## Biografie
Wolf werd geboren als zoon van Noord-Boheemse ouders in Wenen, al werd zijn geboorteakte opgemaakt in Třebívlice. Hij studeerde af aan de Praagse Polytechnische School en behaalde het diploma civiele techniek. onder professor Karel Wiesenfeld. Na zijn studie keerde hij terug naar Wenen, waar hij trouwde met Friederika Schuhly (1839-????), met wie hij een dochter kreeg (Mariana). In 1868 vestigden ze zich in Praag en verhuisden regelmatig om in door Wolf ontworpen huizen en gebouwen of in de nabijheid daarvan te wonen, waaronder het Praagse huis nr. 715/II.

## Overige activiteiten
Naast architect en bouwkundige was Wolf ook leermeester. Zo leerde hij de vakken aan onder meer Václav Weinzettl, Jan Vejrych en Osvald Polívka.
Daarnaast was hij lid en vice-voorzitter van het Genootschap van Architecten en Ingenieurs. Ook leverde hij bijdragen aan Otto's encyclopedie onder het pseudoniem Wf.

## Lijst met werken (selectie)
- Winkelcentrum Palladium in Praag, hoofdvleugel en hal (1848-1857), wijzigingen (1866, 1887)
- Reconstructie van de Johannes-de-Doperkapel in Ledce (1866)
- Huis nr. 715/II op de hoek van de Palackého- en Vodičkovastraat in Praag (1867)
- Klooster van Doksany in Doksany, bouw van de tweede crypte
- Aanpassing van het Sylva-Taroucca-paleis, nr. 852/II in Praag (1878)
- Aanpassing van de toren van de Sint-Wenceslauskerk in Roudníky (Chabařovice) (1878-1879)
- Statentheater in Praag, bouwkundige bij exterieur- en interieuraanpassingen, onder andere door het bouwen van gietijzeren paviljoens (1881-1882)[5]
- Reinwarts Huis, huis nr.714/II, Vodičkovastraat 25 (Praag) (1884-1885)
- Uitbreiding van huis nr. 815/II aan het Wenceslausplein (Praag) met een binnenplaatsvleugel (1877-1878)
- Sint-Wenceslauskerk in Ovčáry (1888)
- Hypotheekbank van het Koninkrijk Bohemen, gebouw nr. 991/II aan het Senovážnéplein (Praag) (1890)
- Bouwkundige tijdens een van de laatste bouwfases van de Sint-Vituskathedraal in de Praagse burcht (1890-1891)

## Galerij

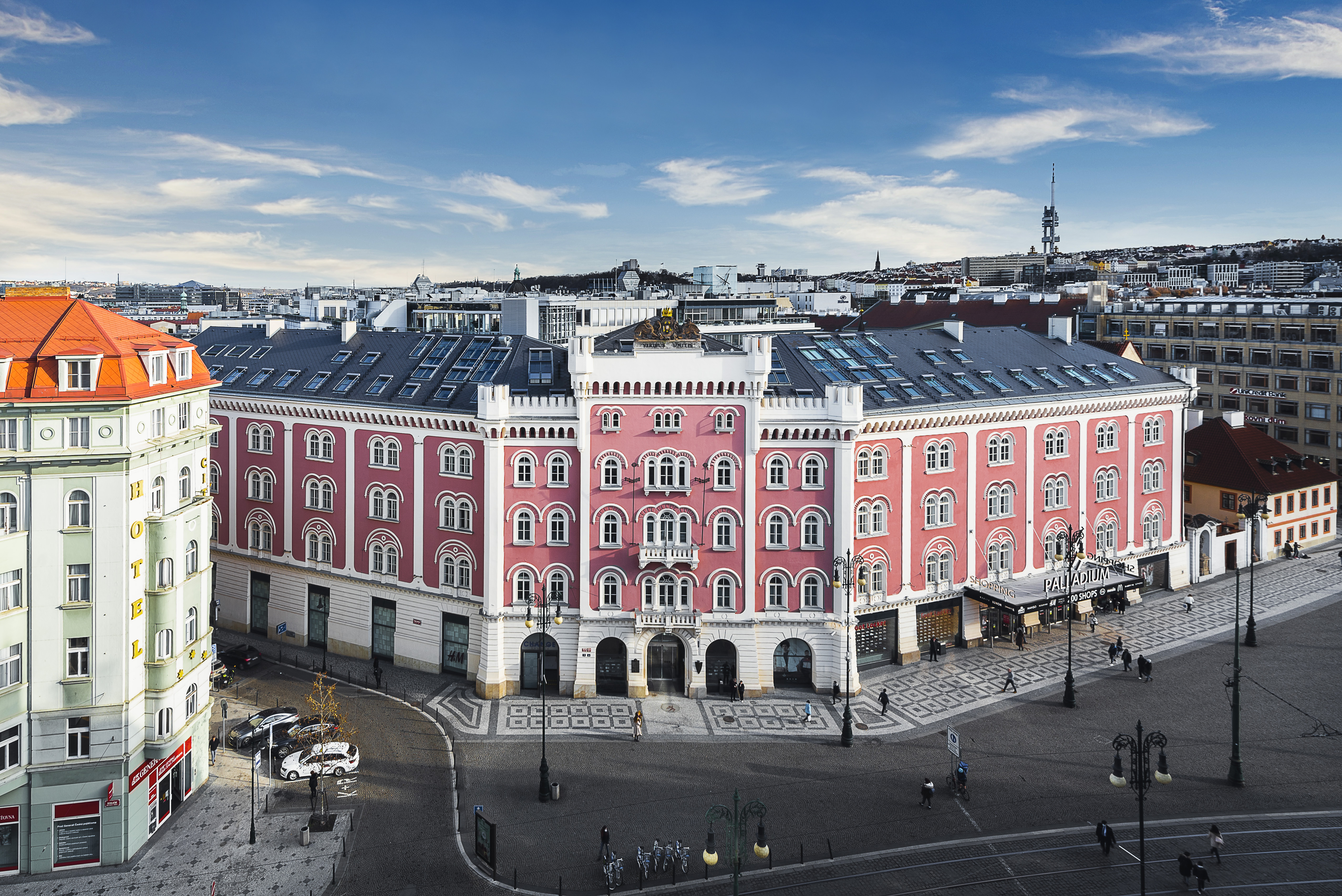
Winkelcentrum Palladium (Praag)
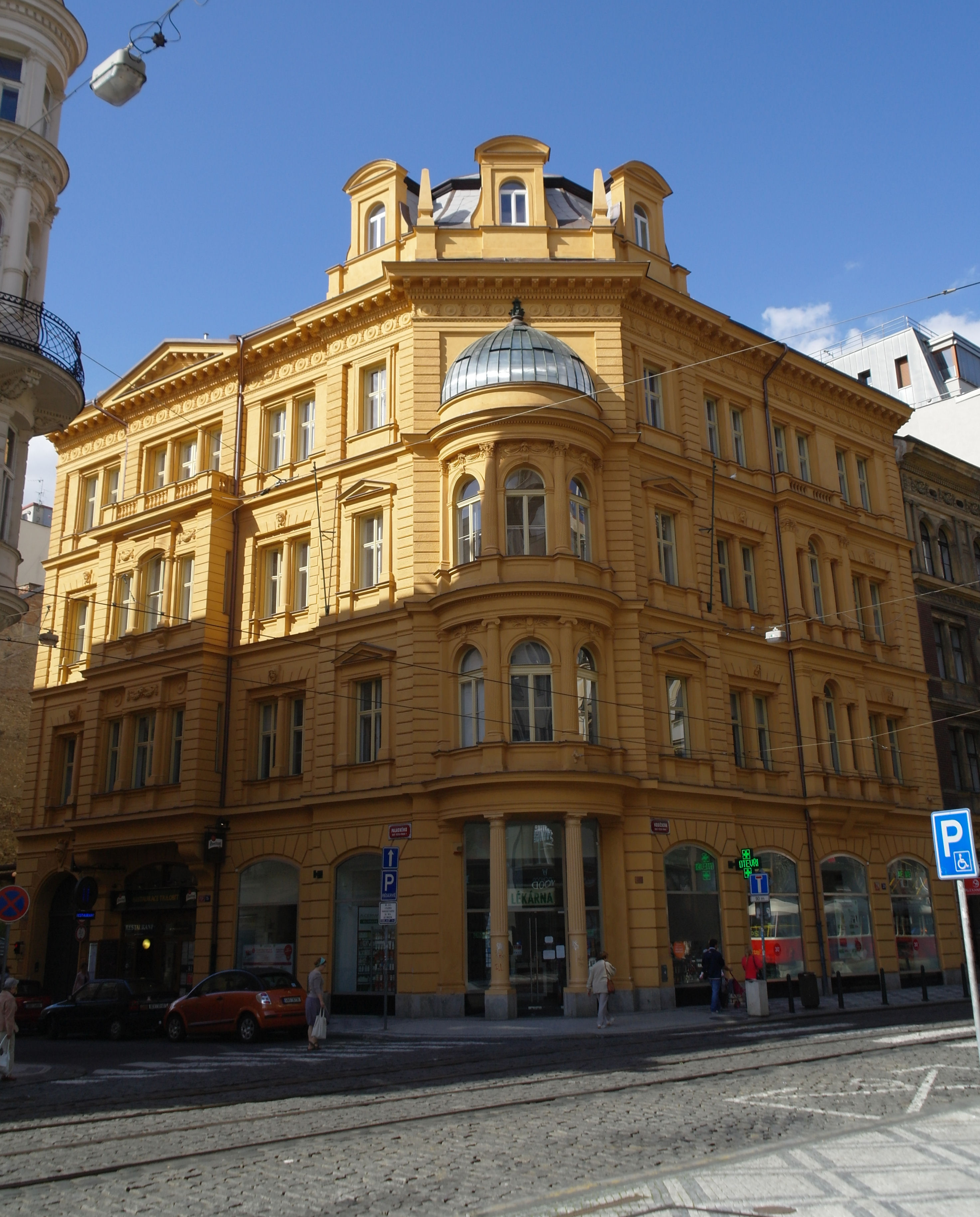
Huis nr. 715/II, Vodičkovastraat 23 (Praag)
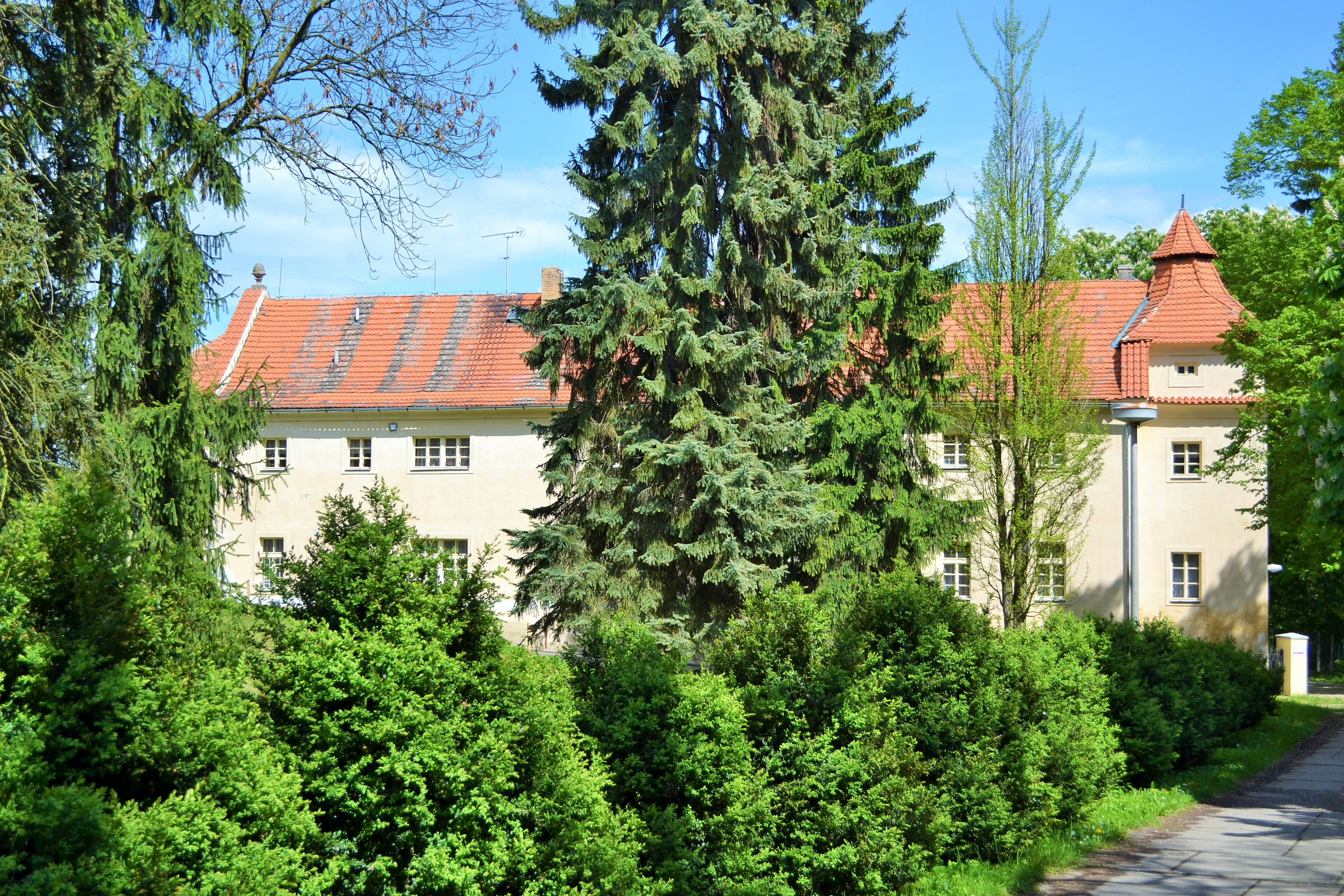
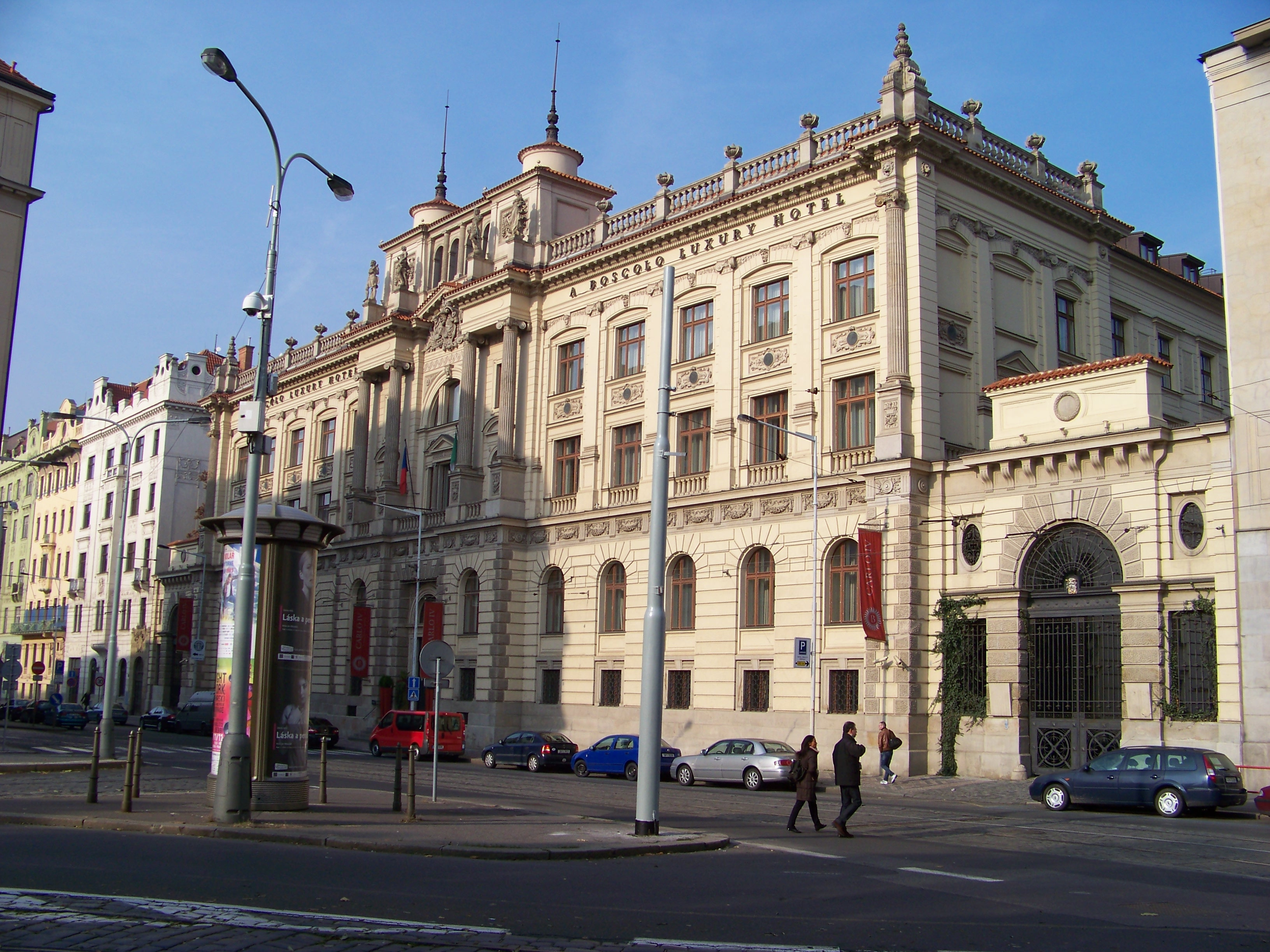
Hypotheekbank van het Koninkrijk Bohemen (Praag), thans een hotel
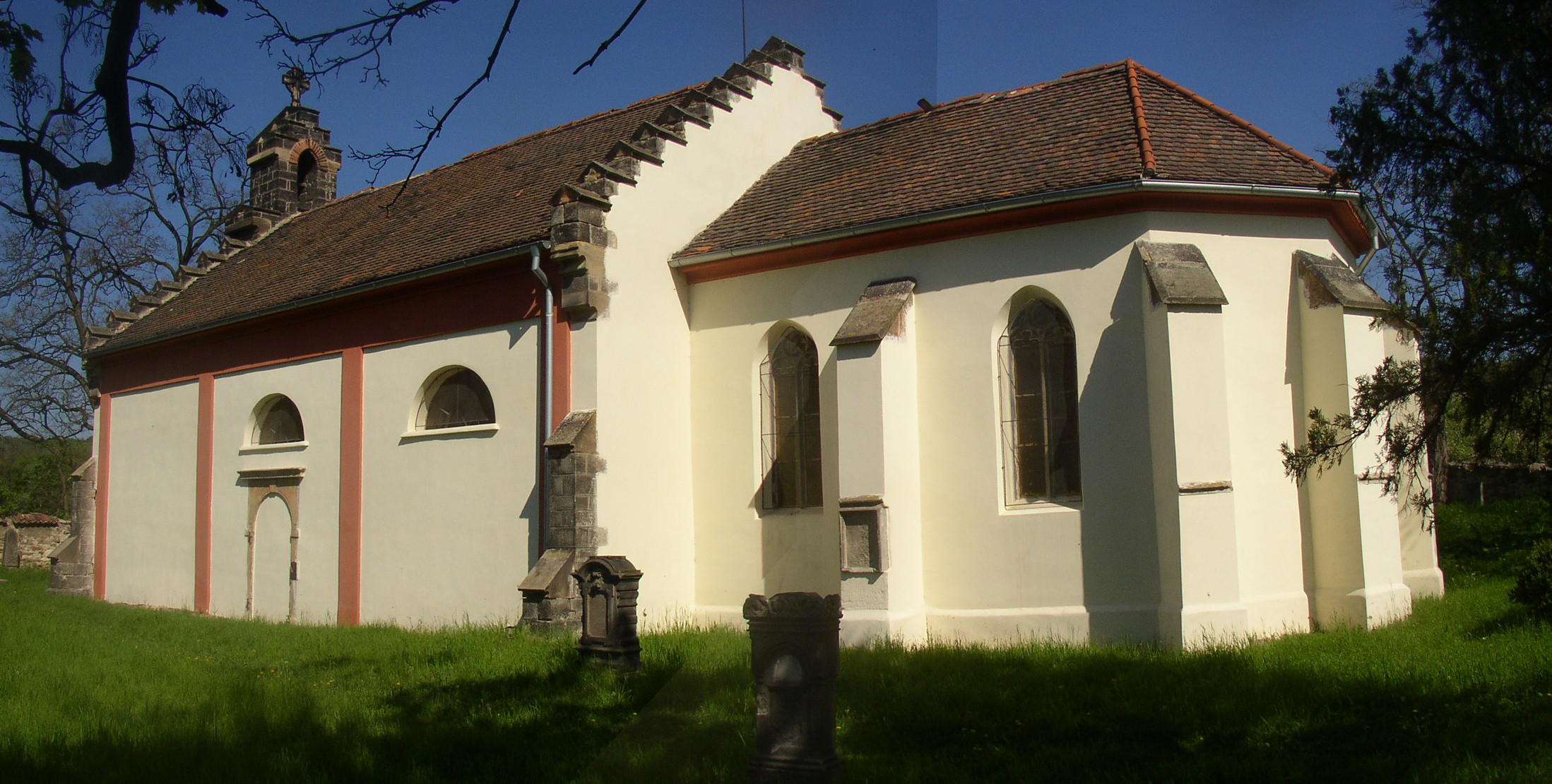
Sint-Wenceslauskerk (Ovčáry)
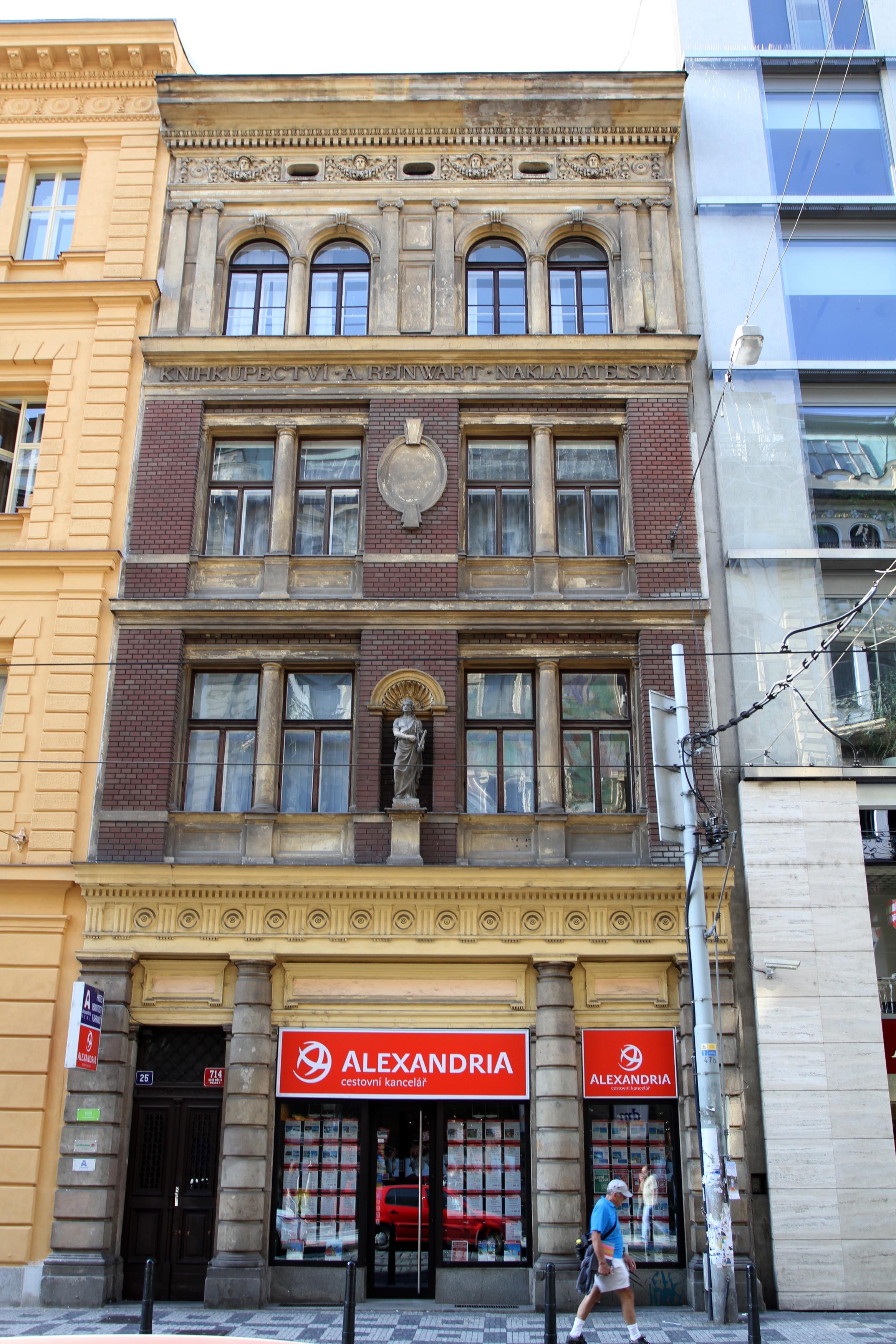
Huis nr.714/II, Vodičkovastraat 25 (Praag)